# 1ª Divisão 2012-2013 (hockey su pista)
La 1ª Divisão 2012-2013 è stata la 73ª edizione del torneo di primo livello del campionato portoghese di hockey su pista; disputato tra il 6 ottobre 2012 e l'8 giugno 2013 si è concluso con la vittoria del Porto, al suo ventunesimo titolo.

## Stagione

### Formula
La 1ª Divisão 2012-2013 vide ai nastri di partenza sedici club; la manifestazione fu organizzata con un girone all'italiana, con gare di andata e ritorno per un totale di 30 giornate: erano assegnati tre punti per l'incontro vinto e due punti a testa per l'incontro pareggiato, mentre non ne era attribuito uno solo per la sconfitta. Al termine del campionato la squadra prima classificata venne proclamata campione del Portogallo. Le squadre classificate dal tredicesimo al sedicesimo posto retrocedettero direttamente in 2ª Divisão, il secondo livello del campionato.

## Classifica finale
|       | Pos. | Squadra          | Pt | G  | V  | N | P  | GF  | GS  | DR   |
| ----- | ---- | ---------------- | -- | -- | -- | - | -- | --- | --- | ---- |
|       | 1.   | Porto            | 82 | 30 | 27 | 1 | 2  | 243 | 91  | +152 |
|       | 2.   | Benfica          | 76 | 30 | 24 | 4 | 2  | 215 | 93  | +122 |
|       | 3.   | Oliveirense      | 64 | 30 | 20 | 4 | 6  | 190 | 116 | +74  |
|       | 4.   | Valongo          | 63 | 30 | 20 | 3 | 7  | 158 | 98  | +60  |
|       | 5.   | Candelária       | 55 | 30 | 17 | 4 | 9  | 160 | 93  | +67  |
| [ 1 ] | 6.   | Paço de Arcos    | 52 | 30 | 16 | 4 | 10 | 131 | 99  | +32  |
| [ 1 ] | 7.   | Fisica           | 46 | 30 | 15 | 1 | 14 | 118 | 117 | +1   |
|       | 8.   | Barcelos         | 44 | 30 | 14 | 2 | 14 | 124 | 109 | +15  |
|       | 9.   | Turquel          | 43 | 30 | 13 | 4 | 13 | 125 | 129 | -4   |
|       | 10.  | Braga            | 38 | 30 | 12 | 2 | 16 | 111 | 147 | -36  |
|       | 11.  | Académico Cambra | 30 | 30 | 9  | 3 | 18 | 107 | 152 | -45  |
|       | 12.  | Sporting CP      | 29 | 30 | 8  | 5 | 17 | 108 | 140 | -32  |
|       | 13.  | Tigres           | 29 | 30 | 9  | 2 | 19 | 112 | 197 | -85  |
|       | 14.  | Espinho          | 21 | 30 | 6  | 3 | 21 | 102 | 177 | -75  |
|       | 15.  | Limianos         | 14 | 30 | 4  | 2 | 24 | 109 | 194 | -85  |
|       | 16.  | Gulpilhares      | 12 | 30 | 3  | 4 | 26 | 95  | 256 | -161 |

Legenda:
  Vincitore della Coppa del Portogallo 2012-2013.
      Campione del Portogallo e ammessa all'Eurolega 2013-2014.
      Ammesse all'Eurolega 2013-2014.
      Ammesse alla Coppa CERS 2013-2014.
      Retrocesse in 2ª Divisão 2013-2014.
Note:
Tre punti a vittoria, uno a pareggio, zero a sconfitta.